# جراند بريكس إلسي جاكوبس 2022
جراند بريكس إلسي جاكوبس 2022 (بالفرنسية: Festival Elsy Jacobs 2022) هو سباق دراجات هوائية، وهو الموسم الرابع عشر من جراند بريكس إلسي جاكوبس ‏، وأقيم خلال الفترة من 29 أبريل 2022، وحتى 1 مايو 2022 ضمن سباقات سباق الدراجات على الطريق للسيدات 2022.
فاز بالمركز الأول مارتا باستيانيلي، وبالمركز الثاني Veronica Ewers ‏، وبالمركز الثالث Silvia Persico ‏، وفاز مارتا باستيانيلي في ترتيب النقاط، وكان الفائز حسب النقاط للشباب Niamh Fisher-Black ‏، وكان الفائز في تصنيف الجبال Debora Silvestri ‏.

## الفرق
| فرق سيدات عالمية (7)- كانيون–إس آر إيه إم ريسينغ 2022 ‏ - EF Education–Tibco–SVB ‏ - جامبو فيسما للسيدات 2022 ‏ - ليف ريسينغ 2022 ‏ - إس دي وركس 2022 ‏ - يو أي أيه تيم 2022 ‏ - فريق أونو إكس برو للدراجات للسيدات 2022 ‏ فرق دراجات قارية سيدات (10)- Andy Schleck–CP NVST–Immo Losch ‏ - بيبينك 2022 ‏ - Ceratizit Pro Cycling ‏ - مولتوم أكونتانتس 2022 ‏ - باركهوتل فالكنبورغ 2022 ‏ - روبل كليننينج 2022 ‏ - استاد روشليه شارينت ماريتايم 2022 ‏ - St. Michel–Preference Home–Auber93 (women's team) ‏ - توب قيرلز فسى برتولو 2022 ‏ - فالكار ترافل سيرفس 2022 ‏ |  |
| |  |

## المراحل
| قائمة المراحل | قائمة المراحل | قائمة المراحل           | قائمة المراحل | قائمة المراحل | قائمة المراحل    | قائمة المراحل    |
| المرحلة       | التاريخ       | الدورة                  |               | المسافة (كم)  | الفائز بالمرحلة  | القائد العام     |
| ------------- | ------------- | ----------------------- | ------------- | ------------- | ---------------- | ---------------- |
| المقدمة       | 29 أبريل      | Cessange ‏ – Cessange ‏   | ضد الساعة     | 2٫2           | آنا هندرسون      | آنا هندرسون      |
| مرحلة 1       | 30 أبريل      | Steinfort ‏ – Steinfort ‏ | مرحلة جبلية   | 121٫4         | مارتا باستيانيلي | Silvia Persico ‏  |
| مرحلة 2       | 1 مايو        | Garnich ‏ – Garnich ‏     | مرحلة جبلية   | 109٫3         | Veronica Ewers ‏  | مارتا باستيانيلي |

## النتيجة

### مرحلة 0
هي مرحلة أقيمت في 29 أبريل 2022، وامتدّت لمسافة 2.2 كيلومتر. فاز بالمرحلة آنا هندرسون، وكان متصدر الترتيب العام في نهاية المرحلة آنا هندرسون، وكان المتصدر حسب ترتيب النقاط آنا هندرسون، وتصدر ترتيب النقاط للشباب Lieke Nooijen ‏.
| التصنيف العام | التصنيف العام     | التصنيف العام   | التصنيف العام        | التصنيف العام |  |
| العداء        | العداء            | البلد           | الفريق               | الوقت         |  |
| ------------- | ----------------- | --------------- | -------------------- | ------------- |  |
| 1             | آنا هندرسون       | المملكة المتحدة | جامبو فيسما للسيدات ‏ | 3 د 09 ث      |  |
| 2             | ديمي فوليرينغ     | هولندا          | إس دي وركس ‏          | + 2 ث         |  |
| 3             | Silvia Persico ‏   | إيطاليا         | فالكار سيلانس ‏       | + 4 ث         |  |
| 4             | Karlijn Swinkels ‏ | هولندا          | جامبو فيسما للسيدات ‏ | + 4 ث         |  |
| 5             | ليزا كلاين        | ألمانيا         | كانيون–إس آر إيه إم ‏ | + 5 ث         |  |
| 6             | Jip van den Bos ‏  | هولندا          | جامبو فيسما للسيدات ‏ | + 6 ث         |  |
| 7             | كيارا كونسوني     | إيطاليا         | فالكار سيلانس ‏       | + 6 ث         |  |
| 8             | صوفيا بيرتيزولو   | إيطاليا         | يو أي أيه تيم ‏       | + 6 ث         |  |
| 9             | Lieke Nooijen ‏    | هولندا          | باركهوتل فالكنبورغ ‏  | + 7 ث         |  |
| 10            | Blanka Vas ‏       | المجر           | إس دي وركس ‏          | + 7 ث         |  |

### مرحلة 1
هي مرحلة جبلية، أقيمت في 30 أبريل 2022، وامتدّت لمسافة 121.4 كيلومتر. فاز بالمرحلة مارتا باستيانيلي، وكان متصدر الترتيب العام في نهاية المرحلة Silvia Persico ‏، وكان المتصدر حسب ترتيب النقاط Silvia Persico ‏، وكان المتصدر في ترتيب التسلق Anna Shackley ‏، وتصدر ترتيب النقاط للشباب Blanka Vas ‏.
| التصنيف العام | التصنيف العام         | التصنيف العام   | التصنيف العام        | التصنيف العام |  |
| العداء        | العداء                | البلد           | الفريق               | الوقت         |  |
| ------------- | --------------------- | --------------- | -------------------- | ------------- |  |
| 1             | Silvia Persico ‏       | إيطاليا         | فالكار سيلانس ‏       | 3 س 16 د 12 ث |  |
| 2             | ديمي فوليرينغ         | هولندا          | إس دي وركس ‏          | + 0 ث         |  |
| 3             | مارتا باستيانيلي      | إيطاليا         | يو أي أيه تيم ‏       | + 7 ث         |  |
| 4             | صوفيا بيرتيزولو       | إيطاليا         | يو أي أيه تيم ‏       | + 11 ث        |  |
| 5             | Pauliena Rooijakkers ‏ | هولندا          | كانيون–إس آر إيه إم ‏ | + 13 ث        |  |
| 6             | Blanka Vas ‏           | المجر           | إس دي وركس ‏          | + 20 ث        |  |
| 7             | آنا هندرسون           | المملكة المتحدة | جامبو فيسما للسيدات ‏ | + 21 ث        |  |
| 8             | Maaike Boogaard ‏      | هولندا          | يو أي أيه تيم ‏       | + 23 ث        |  |
| 9             | أليسون جاكسون         | كندا            | ليف ريسينغ ‏          | + 24 ث        |  |
| 10            | Karlijn Swinkels ‏     | هولندا          | جامبو فيسما للسيدات ‏ | + 25 ث        |  |

### مرحلة 2
هي مرحلة جبلية، أقيمت في 1 مايو 2022، وامتدّت لمسافة 109.3 كيلومتر. فاز بالمرحلة Veronica Ewers ‏، وكان متصدر الترتيب العام في نهاية المرحلة مارتا باستيانيلي، وكان المتصدر حسب ترتيب النقاط مارتا باستيانيلي، وكان المتصدر في ترتيب التسلق Debora Silvestri ‏، وتصدر ترتيب النقاط للشباب Niamh Fisher-Black ‏.

## المشاركون
| إس دي وركس ‏ SDW | إس دي وركس ‏ SDW                   | إس دي وركس ‏ SDW |
| --------------- | --------------------------------- | --------------- |
| م               | عداء                              | مرتبة           |
| 1               | كريستين ماجروس (طريق و زمني فردي) | 21              |
| 2               | Blanka Vas ‏ (طريق و زمني فردي)    | 15              |
| 3               | Anna Shackley ‏                    | 20              |
| 4               | Niamh Fisher-Black ‏               | 12              |
| 5               | روكسان فورنييه                    | لم يبدأ         |
| 6               | ديمي فوليرينغ                     | 4               |

| كانيون–إس آر إيه إم ‏ CSR | كانيون–إس آر إيه إم ‏ CSR | كانيون–إس آر إيه إم ‏ CSR |
| ------------------------ | ------------------------ | ------------------------ |
| م                        | عداء                     | مرتبة                    |
| 11                       | Alice Barnes             | 45                       |
| 12                       | Pauliena Rooijakkers ‏    | 10                       |
| 13                       | Neve Bradbury ‏           | 61                       |
| 14                       | ليزا كلاين               | لم يكمل السباق-2         |
| 15                       | Maud Oudeman ‏            | 29                       |
| 16                       | Mikayla Harvey ‏          | 9                        |

| جامبو فيسما للسيدات ‏ TJV | جامبو فيسما للسيدات ‏ TJV | جامبو فيسما للسيدات ‏ TJV |
| ------------------------ | ------------------------ | ------------------------ |
| م                        | عداء                     | مرتبة                    |
| 21                       | Amber Kraak ‏             | لم يبدأ                  |
| 22                       | Jip van den Bos ‏         | 38                       |
| 23                       | Karlijn Swinkels ‏        | 6                        |
| 24                       | آنا هندرسون (زمني فردي)  | 34                       |
| 26                       | Noemi Rüegg ‏             | 43                       |

| يو أي أيه تيم ‏ UAD | يو أي أيه تيم ‏ UAD              | يو أي أيه تيم ‏ UAD |
| ------------------ | ------------------------------- | ------------------ |
| م                  | عداء                            | مرتبة              |
| 31                 | صوفيا بيرتيزولو                 | 5                  |
| 32                 | يوجينة بوجاك (طريق و زمني فردي) | 53                 |
| 33                 | Maaike Boogaard ‏                | 8                  |
| 34                 | Maria Novolodskaya ‏             | 60                 |
| 35                 | Anna Trevisi ‏                   | 42                 |
| 36                 | مارتا باستيانيلي                | 1                  |

| Ceratizit Pro Cycling ‏ WNT | Ceratizit Pro Cycling ‏ WNT    | Ceratizit Pro Cycling ‏ WNT |
| -------------------------- | ----------------------------- | -------------------------- |
| م                          | عداء                          | مرتبة                      |
| 41                         | Clea Seidel‏                   | 73                         |
| 42                         | Lara Vieceli ‏                 | 27                         |
| 43                         | Marta Lach ‏                   | 30                         |
| 44                         | Kathrin Schweinberger ‏ (طريق) | 48                         |
| 45                         | Lizbeth Salazar ‏ (طريق)       | لم يكمل السباق-1           |
| 46                         | Lana Eberle ‏                  | لم يكمل السباق-2           |

| ليف ريسينغ ‏ LIV | ليف ريسينغ ‏ LIV                  | ليف ريسينغ ‏ LIV |
| --------------- | -------------------------------- | --------------- |
| م               | عداء                             | مرتبة           |
| 51              | Valerie Demey ‏                   | لم يبدأ         |
| 52              | أليسون جاكسون (طريق و زمني فردي) | 14              |
| 53              | Marta Jaskulska ‏                 | 67              |
| 54              | Tereza Neumanová ‏ (طريق)         | 52              |
| 55              | Quinty Ton ‏                      | 39              |
| 56              | Silke Smulders ‏                  | لم يبدأ         |

| فريق أونو إكس برو للدراجات للسيدات ‏ UXT | فريق أونو إكس برو للدراجات للسيدات ‏ UXT | فريق أونو إكس برو للدراجات للسيدات ‏ UXT |
| --------------------------------------- | --------------------------------------- | --------------------------------------- |
| م                                       | عداء                                    | مرتبة                                   |
| 61                                      | Anniina Ahtosalo ‏                       | 68                                      |
| 62                                      | NOR                                     | 46                                      |
| 63                                      | هانا بارنز                              | 66                                      |
| 64                                      | Joss Lowden ‏                            | 25                                      |
| 65                                      | هانا لودفيغ                             | 28                                      |
| 66                                      | Amalie Lutro ‏                           | 47                                      |

| فالكار سيلانس ‏ VAL | فالكار سيلانس ‏ VAL   | فالكار سيلانس ‏ VAL |
| ------------------ | -------------------- | ------------------ |
| م                  | عداء                 | مرتبة              |
| 71                 | كيارا كونسوني        | 33                 |
| 72                 | Eleonora Gasparrini ‏ | 16                 |
| 73                 | Ilaria Sanguineti ‏   | 37                 |
| 74                 | Silvia Persico ‏      | 3                  |
| 75                 | Karolina Kumięga ‏    | 49                 |
| 76                 | Olivia Baril ‏        | 7                  |

| توب قيرلز فسى برتولو ‏ TOP | توب قيرلز فسى برتولو ‏ TOP | توب قيرلز فسى برتولو ‏ TOP |
| ------------------------- | ------------------------- | ------------------------- |
| م                         | عداء                      | مرتبة                     |
| 81                        | تاتيانا جوديرزو           | لم يكمل السباق-2          |
| 82                        | Greta Marturano ‏          | 13                        |
| 83                        | Debora Silvestri ‏         | 26                        |
| 84                        | Cristina Tonetti ‏         | 17                        |
| 85                        | Giorgia Vettorello ‏       | 56                        |
| 86                        | Alessia Vigilia ‏          | 55                        |

| شارينت ماريتايم سيلينج للسيدات ‏ CMW | شارينت ماريتايم سيلينج للسيدات ‏ CMW | شارينت ماريتايم سيلينج للسيدات ‏ CMW |
| ----------------------------------- | ----------------------------------- | ----------------------------------- |
| م                                   | عداء                                | مرتبة                               |
| 91                                  | India Grangier ‏                     | 18                                  |
| 92                                  | FRA                                 | لم يكمل السباق-2                    |
| 93                                  | Natalie Grinczer ‏                   | 32                                  |
| 94                                  | Noémie Abgrall ‏                     | 58                                  |
| 95                                  | Arianna Pruisscher ‏                 | لم يكمل السباق-1                    |

| بيبينك ‏ BPK | بيبينك ‏ BPK      | بيبينك ‏ BPK      |
| ----------- | ---------------- | ---------------- |
| م           | عداء             | مرتبة            |
| 101         | Silvia Zanardi ‏  | 23               |
| 102         | FRA              | لم يكمل السباق-2 |
| 103         | Markéta Hájková ‏ | 36               |
| 104         | ITA              | لم يكمل السباق-2 |
| 105         | Letizia Brufani‏  | لم يكمل السباق-2 |
| 106         | ميشيلا دراموند   | 64               |

| Andy Schleck–CP NVST–Immo Losch ‏ ASC | Andy Schleck–CP NVST–Immo Losch ‏ ASC | Andy Schleck–CP NVST–Immo Losch ‏ ASC |
| ------------------------------------ | ------------------------------------ | ------------------------------------ |
| م                                    | عداء                                 | مرتبة                                |
| 111                                  | Maite Barthels ‏                      | لم يكمل السباق-2                     |
| 112                                  | Nina Berton ‏                         | 59                                   |
| 113                                  | Fabienne Buri ‏                       | لم يكمل السباق-1                     |
| 114                                  | Georgia Danford‏                      | لم يكمل السباق-1                     |
| 115                                  | Isabelle Klein‏                       | 65                                   |
| 116                                  | Zsófia Szabó ‏                        | 71                                   |

| أوتوجلاس ويترين ‏ MUL | أوتوجلاس ويترين ‏ MUL | أوتوجلاس ويترين ‏ MUL |
| -------------------- | -------------------- | -------------------- |
| م                    | عداء                 | مرتبة                |
| 121                  | Fien Delbaere ‏       | 63                   |
| 122                  | Juliet Eickhof‏       | لم يكمل السباق-2     |
| 123                  | Céline van Houtum‏    | لم يكمل السباق-2     |
| 124                  | GBR                  | لم يبدأ              |
| 125                  | Willemijn Prins‏      | لم يكمل السباق-1     |
| 126                  | Lara Defour ‏         | لم يكمل السباق-2     |

| روبل كليننينج ‏ IBC | روبل كليننينج ‏ IBC | روبل كليننينج ‏ IBC |
| ------------------ | ------------------ | ------------------ |
| م                  | عداء               | مرتبة              |
| 131                | Loes Adegeest ‏     | 11                 |
| 132                | Megan Armitage ‏    | 31                 |
| 133                | Sara Van de Vel ‏   | 51                 |
| 134                | Haylee Fuller‏      | 62                 |
| 135                | Mia Griffin ‏       | 41                 |
| 136                | أليس شارب          | 35                 |

| St. Michel–Preference Home–Auber93 (women's team) ‏ AUB | St. Michel–Preference Home–Auber93 (women's team) ‏ AUB | St. Michel–Preference Home–Auber93 (women's team) ‏ AUB |
| ------------------------------------------------------ | ------------------------------------------------------ | ------------------------------------------------------ |
| م                                                      | عداء                                                   | مرتبة                                                  |
| 141                                                    | Alison Avoine ‏                                         | لم يكمل السباق-2                                       |
| 142                                                    | Barbara Fonseca ‏                                       | 57                                                     |
| 143                                                    | Océane Goergen‏                                         | لم يكمل السباق-1                                       |
| 144                                                    | Simone Boilard ‏                                        | 22                                                     |
| 145                                                    | Perrine Clauzel ‏                                       | 69                                                     |
| 146                                                    | FRA                                                    | 70                                                     |

| باركهوتل فالكنبورغ ‏ PHV | باركهوتل فالكنبورغ ‏ PHV | باركهوتل فالكنبورغ ‏ PHV |
| ----------------------- | ----------------------- | ----------------------- |
| م                       | عداء                    | مرتبة                   |
| 151                     | Belle de Gast ‏          | لم يكمل السباق-1        |
| 152                     | Femke Gerritse ‏         | 24                      |
| 153                     | Pien Limpens ‏           | لم يبدأ                 |
| 154                     | Leonie Bos ‏             | لم يكمل السباق-1        |
| 155                     | Lieke Nooijen ‏          | 44                      |
| 156                     | NED                     | لم يكمل السباق-2        |

| EF Education–Tibco–SVB ‏ TIB | EF Education–Tibco–SVB ‏ TIB | EF Education–Tibco–SVB ‏ TIB |
| --------------------------- | --------------------------- | --------------------------- |
| م                           | عداء                        | مرتبة                       |
| 161                         | لورين ستيفنز (طريق)         | 50                          |
| 162                         | Kathrin Hammes ‏             | 19                          |
| 163                         | Tanja Erath ‏                | 72                          |
| 164                         | Veronica Ewers ‏             | 2                           |
| 165                         | Clara Honsinger ‏            | 54                          |
| 166                         | Magdeleine Vallieres ‏       | 40                          |

| إس دي وركس ‏ SDW | إس دي وركس ‏ SDW                   | إس دي وركس ‏ SDW |
| --------------- | --------------------------------- | --------------- |
| م               | عداء                              | مرتبة           |
| 1               | كريستين ماجروس (طريق و زمني فردي) | 21              |
| 2               | Blanka Vas ‏ (طريق و زمني فردي)    | 15              |
| 3               | Anna Shackley ‏                    | 20              |
| 4               | Niamh Fisher-Black ‏               | 12              |
| 5               | روكسان فورنييه                    | لم يبدأ         |
| 6               | ديمي فوليرينغ                     | 4               |

| كانيون–إس آر إيه إم ‏ CSR | كانيون–إس آر إيه إم ‏ CSR | كانيون–إس آر إيه إم ‏ CSR |
| ------------------------ | ------------------------ | ------------------------ |
| م                        | عداء                     | مرتبة                    |
| 11                       | Alice Barnes             | 45                       |
| 12                       | Pauliena Rooijakkers ‏    | 10                       |
| 13                       | Neve Bradbury ‏           | 61                       |
| 14                       | ليزا كلاين               | لم يكمل السباق-2         |
| 15                       | Maud Oudeman ‏            | 29                       |
| 16                       | Mikayla Harvey ‏          | 9                        |

| جامبو فيسما للسيدات ‏ TJV | جامبو فيسما للسيدات ‏ TJV | جامبو فيسما للسيدات ‏ TJV |
| ------------------------ | ------------------------ | ------------------------ |
| م                        | عداء                     | مرتبة                    |
| 21                       | Amber Kraak ‏             | لم يبدأ                  |
| 22                       | Jip van den Bos ‏         | 38                       |
| 23                       | Karlijn Swinkels ‏        | 6                        |
| 24                       | آنا هندرسون (زمني فردي)  | 34                       |
| 26                       | Noemi Rüegg ‏             | 43                       |

| يو أي أيه تيم ‏ UAD | يو أي أيه تيم ‏ UAD              | يو أي أيه تيم ‏ UAD |
| ------------------ | ------------------------------- | ------------------ |
| م                  | عداء                            | مرتبة              |
| 31                 | صوفيا بيرتيزولو                 | 5                  |
| 32                 | يوجينة بوجاك (طريق و زمني فردي) | 53                 |
| 33                 | Maaike Boogaard ‏                | 8                  |
| 34                 | Maria Novolodskaya ‏             | 60                 |
| 35                 | Anna Trevisi ‏                   | 42                 |
| 36                 | مارتا باستيانيلي                | 1                  |

| Ceratizit Pro Cycling ‏ WNT | Ceratizit Pro Cycling ‏ WNT    | Ceratizit Pro Cycling ‏ WNT |
| -------------------------- | ----------------------------- | -------------------------- |
| م                          | عداء                          | مرتبة                      |
| 41                         | Clea Seidel‏                   | 73                         |
| 42                         | Lara Vieceli ‏                 | 27                         |
| 43                         | Marta Lach ‏                   | 30                         |
| 44                         | Kathrin Schweinberger ‏ (طريق) | 48                         |
| 45                         | Lizbeth Salazar ‏ (طريق)       | لم يكمل السباق-1           |
| 46                         | Lana Eberle ‏                  | لم يكمل السباق-2           |

| ليف ريسينغ ‏ LIV | ليف ريسينغ ‏ LIV                  | ليف ريسينغ ‏ LIV |
| --------------- | -------------------------------- | --------------- |
| م               | عداء                             | مرتبة           |
| 51              | Valerie Demey ‏                   | لم يبدأ         |
| 52              | أليسون جاكسون (طريق و زمني فردي) | 14              |
| 53              | Marta Jaskulska ‏                 | 67              |
| 54              | Tereza Neumanová ‏ (طريق)         | 52              |
| 55              | Quinty Ton ‏                      | 39              |
| 56              | Silke Smulders ‏                  | لم يبدأ         |

| فريق أونو إكس برو للدراجات للسيدات ‏ UXT | فريق أونو إكس برو للدراجات للسيدات ‏ UXT | فريق أونو إكس برو للدراجات للسيدات ‏ UXT |
| --------------------------------------- | --------------------------------------- | --------------------------------------- |
| م                                       | عداء                                    | مرتبة                                   |
| 61                                      | Anniina Ahtosalo ‏                       | 68                                      |
| 62                                      | NOR                                     | 46                                      |
| 63                                      | هانا بارنز                              | 66                                      |
| 64                                      | Joss Lowden ‏                            | 25                                      |
| 65                                      | هانا لودفيغ                             | 28                                      |
| 66                                      | Amalie Lutro ‏                           | 47                                      |

| فالكار سيلانس ‏ VAL | فالكار سيلانس ‏ VAL   | فالكار سيلانس ‏ VAL |
| ------------------ | -------------------- | ------------------ |
| م                  | عداء                 | مرتبة              |
| 71                 | كيارا كونسوني        | 33                 |
| 72                 | Eleonora Gasparrini ‏ | 16                 |
| 73                 | Ilaria Sanguineti ‏   | 37                 |
| 74                 | Silvia Persico ‏      | 3                  |
| 75                 | Karolina Kumięga ‏    | 49                 |
| 76                 | Olivia Baril ‏        | 7                  |

| توب قيرلز فسى برتولو ‏ TOP | توب قيرلز فسى برتولو ‏ TOP | توب قيرلز فسى برتولو ‏ TOP |
| ------------------------- | ------------------------- | ------------------------- |
| م                         | عداء                      | مرتبة                     |
| 81                        | تاتيانا جوديرزو           | لم يكمل السباق-2          |
| 82                        | Greta Marturano ‏          | 13                        |
| 83                        | Debora Silvestri ‏         | 26                        |
| 84                        | Cristina Tonetti ‏         | 17                        |
| 85                        | Giorgia Vettorello ‏       | 56                        |
| 86                        | Alessia Vigilia ‏          | 55                        |

| شارينت ماريتايم سيلينج للسيدات ‏ CMW | شارينت ماريتايم سيلينج للسيدات ‏ CMW | شارينت ماريتايم سيلينج للسيدات ‏ CMW |
| ----------------------------------- | ----------------------------------- | ----------------------------------- |
| م                                   | عداء                                | مرتبة                               |
| 91                                  | India Grangier ‏                     | 18                                  |
| 92                                  | FRA                                 | لم يكمل السباق-2                    |
| 93                                  | Natalie Grinczer ‏                   | 32                                  |
| 94                                  | Noémie Abgrall ‏                     | 58                                  |
| 95                                  | Arianna Pruisscher ‏                 | لم يكمل السباق-1                    |

| بيبينك ‏ BPK | بيبينك ‏ BPK      | بيبينك ‏ BPK      |
| ----------- | ---------------- | ---------------- |
| م           | عداء             | مرتبة            |
| 101         | Silvia Zanardi ‏  | 23               |
| 102         | FRA              | لم يكمل السباق-2 |
| 103         | Markéta Hájková ‏ | 36               |
| 104         | ITA              | لم يكمل السباق-2 |
| 105         | Letizia Brufani‏  | لم يكمل السباق-2 |
| 106         | ميشيلا دراموند   | 64               |

| Andy Schleck–CP NVST–Immo Losch ‏ ASC | Andy Schleck–CP NVST–Immo Losch ‏ ASC | Andy Schleck–CP NVST–Immo Losch ‏ ASC |
| ------------------------------------ | ------------------------------------ | ------------------------------------ |
| م                                    | عداء                                 | مرتبة                                |
| 111                                  | Maite Barthels ‏                      | لم يكمل السباق-2                     |
| 112                                  | Nina Berton ‏                         | 59                                   |
| 113                                  | Fabienne Buri ‏                       | لم يكمل السباق-1                     |
| 114                                  | Georgia Danford‏                      | لم يكمل السباق-1                     |
| 115                                  | Isabelle Klein‏                       | 65                                   |
| 116                                  | Zsófia Szabó ‏                        | 71                                   |

| أوتوجلاس ويترين ‏ MUL | أوتوجلاس ويترين ‏ MUL | أوتوجلاس ويترين ‏ MUL |
| -------------------- | -------------------- | -------------------- |
| م                    | عداء                 | مرتبة                |
| 121                  | Fien Delbaere ‏       | 63                   |
| 122                  | Juliet Eickhof‏       | لم يكمل السباق-2     |
| 123                  | Céline van Houtum‏    | لم يكمل السباق-2     |
| 124                  | GBR                  | لم يبدأ              |
| 125                  | Willemijn Prins‏      | لم يكمل السباق-1     |
| 126                  | Lara Defour ‏         | لم يكمل السباق-2     |

| روبل كليننينج ‏ IBC | روبل كليننينج ‏ IBC | روبل كليننينج ‏ IBC |
| ------------------ | ------------------ | ------------------ |
| م                  | عداء               | مرتبة              |
| 131                | Loes Adegeest ‏     | 11                 |
| 132                | Megan Armitage ‏    | 31                 |
| 133                | Sara Van de Vel ‏   | 51                 |
| 134                | Haylee Fuller‏      | 62                 |
| 135                | Mia Griffin ‏       | 41                 |
| 136                | أليس شارب          | 35                 |

| St. Michel–Preference Home–Auber93 (women's team) ‏ AUB | St. Michel–Preference Home–Auber93 (women's team) ‏ AUB | St. Michel–Preference Home–Auber93 (women's team) ‏ AUB |
| ------------------------------------------------------ | ------------------------------------------------------ | ------------------------------------------------------ |
| م                                                      | عداء                                                   | مرتبة                                                  |
| 141                                                    | Alison Avoine ‏                                         | لم يكمل السباق-2                                       |
| 142                                                    | Barbara Fonseca ‏                                       | 57                                                     |
| 143                                                    | Océane Goergen‏                                         | لم يكمل السباق-1                                       |
| 144                                                    | Simone Boilard ‏                                        | 22                                                     |
| 145                                                    | Perrine Clauzel ‏                                       | 69                                                     |
| 146                                                    | FRA                                                    | 70                                                     |

| باركهوتل فالكنبورغ ‏ PHV | باركهوتل فالكنبورغ ‏ PHV | باركهوتل فالكنبورغ ‏ PHV |
| ----------------------- | ----------------------- | ----------------------- |
| م                       | عداء                    | مرتبة                   |
| 151                     | Belle de Gast ‏          | لم يكمل السباق-1        |
| 152                     | Femke Gerritse ‏         | 24                      |
| 153                     | Pien Limpens ‏           | لم يبدأ                 |
| 154                     | Leonie Bos ‏             | لم يكمل السباق-1        |
| 155                     | Lieke Nooijen ‏          | 44                      |
| 156                     | NED                     | لم يكمل السباق-2        |

| EF Education–Tibco–SVB ‏ TIB | EF Education–Tibco–SVB ‏ TIB | EF Education–Tibco–SVB ‏ TIB |
| --------------------------- | --------------------------- | --------------------------- |
| م                           | عداء                        | مرتبة                       |
| 161                         | لورين ستيفنز (طريق)         | 50                          |
| 162                         | Kathrin Hammes ‏             | 19                          |
| 163                         | Tanja Erath ‏                | 72                          |
| 164                         | Veronica Ewers ‏             | 2                           |
| 165                         | Clara Honsinger ‏            | 54                          |
| 166                         | Magdeleine Vallieres ‏       | 40                          |

## التصنيف العام النهائي
| التصنيف العام | التصنيف العام         | التصنيف العام    | التصنيف العام           | التصنيف العام |  |
| العداء        | العداء                | البلد            | الفريق                  | الوقت         |  |
| ------------- | --------------------- | ---------------- | ----------------------- | ------------- |  |
| 1             | مارتا باستيانيلي      | إيطاليا          | يو أي أيه تيم ‏          | 6 س 12 د 31 ث |  |
| 2             | Veronica Ewers ‏       | الولايات المتحدة | EF Education–Tibco–SVB ‏ | + 9 ث         |  |
| 3             | Silvia Persico ‏       | إيطاليا          | فالكار سيلانس ‏          | + 16 ث        |  |
| 4             | ديمي فوليرينغ         | هولندا           | إس دي وركس ‏             | + 16 ث        |  |
| 5             | صوفيا بيرتيزولو       | إيطاليا          | يو أي أيه تيم ‏          | + 19 ث        |  |
| 6             | Karlijn Swinkels ‏     | هولندا           | جامبو فيسما للسيدات ‏    | + 20 ث        |  |
| 7             | Olivia Baril ‏         | كندا             | فالكار سيلانس ‏          | + 27 ث        |  |
| 8             | Maaike Boogaard ‏      | هولندا           | يو أي أيه تيم ‏          | + 27 ث        |  |
| 9             | Mikayla Harvey ‏       | نيوزيلندا        | كانيون–إس آر إيه إم ‏    | + 27 ث        |  |
| 10            | Pauliena Rooijakkers ‏ | هولندا           | كانيون–إس آر إيه إم ‏    | + 29 ث        |  |

### تصنيف النقاط
| تصنيف النقاط | تصنيف النقاط          | تصنيف النقاط     | تصنيف النقاط            | تصنيف النقاط |  |
| العداء       | العداء                | البلد            | الفريق                  | النقاط       |  |
| ------------ | --------------------- | ---------------- | ----------------------- | ------------ |  |
| 1            | مارتا باستيانيلي      | إيطاليا          | يو أي أيه تيم ‏          | 27 نقطة      |  |
| 2            | Silvia Persico ‏       | إيطاليا          | فالكار سيلانس ‏          | 16 نقطة      |  |
| 3            | Veronica Ewers ‏       | الولايات المتحدة | EF Education–Tibco–SVB ‏ | 15 نقطة      |  |
| 4            | ديمي فوليرينغ         | هولندا           | إس دي وركس ‏             | 15 نقطة      |  |
| 5            | Karlijn Swinkels ‏     | هولندا           | جامبو فيسما للسيدات ‏    | 13 نقطة      |  |
| 6            | آنا هندرسون           | المملكة المتحدة  | جامبو فيسما للسيدات ‏    | 8 نقطة       |  |
| 7            | Pauliena Rooijakkers ‏ | هولندا           | كانيون–إس آر إيه إم ‏    | 8 نقطة       |  |
| 8            | كريستين ماجروس        | لوكسمبورغ        | إس دي وركس ‏             | 8 نقطة       |  |
| 9            | صوفيا بيرتيزولو       | إيطاليا          | يو أي أيه تيم ‏          | 7 نقطة       |  |
| 10           | Olivia Baril ‏         | كندا             | فالكار سيلانس ‏          | 7 نقطة       |  |

### تصنيف الجبال
| تصنيف الجبال | تصنيف الجبال          | تصنيف الجبال     | تصنيف الجبال            | تصنيف الجبال |  |
| العداء       | العداء                | البلد            | الفريق                  | النقاط       |  |
| ------------ | --------------------- | ---------------- | ----------------------- | ------------ |  |
| 1            | Debora Silvestri ‏     | إيطاليا          | توب قيرلز فسى برتولو ‏   | 18 نقطة      |  |
| 2            | Niamh Fisher-Black ‏   | نيوزيلندا        | إس دي وركس ‏             | 10 نقطة      |  |
| 3            | Anna Shackley ‏        | المملكة المتحدة  | إس دي وركس ‏             | 9 نقطة       |  |
| 4            | Marta Jaskulska ‏      | بولندا           | ليف ريسينغ ‏             | 9 نقطة       |  |
| 5            | Maud Oudeman ‏         | هولندا           | كانيون–إس آر إيه إم ‏    | 4 نقطة       |  |
| 6            | ديمي فوليرينغ         | هولندا           | إس دي وركس ‏             | 3 نقطة       |  |
| 7            | Pauliena Rooijakkers ‏ | هولندا           | كانيون–إس آر إيه إم ‏    | 3 نقطة       |  |
| 8            | يوجينة بوجاك          | سلوفينيا         | يو أي أيه تيم ‏          | 3 نقطة       |  |
| 9            | Mikayla Harvey ‏       | نيوزيلندا        | كانيون–إس آر إيه إم ‏    | 2 نقطة       |  |
| 10           | Veronica Ewers ‏       | الولايات المتحدة | EF Education–Tibco–SVB ‏ | 1 نقطة       |  |

## تصانيف فرعية

### تصنيف أفضل شاب
| تصنيف أفضل شاب | تصنيف أفضل شاب       | تصنيف أفضل شاب  | تصنيف أفضل شاب                            | تصنيف أفضل شاب |  |
| العداء         | العداء               | البلد           | الفريق                                    | الوقت          |  |
| -------------- | -------------------- | --------------- | ----------------------------------------- | -------------- |  |
| 1              | Niamh Fisher-Black ‏  | نيوزيلندا       | إس دي وركس ‏                               | 2 س 56 د 18 ث  |  |
| 2              | Silvia Zanardi ‏      | إيطاليا         | بيبينك ‏                                   | + 17 ث         |  |
| 3              | Cristina Tonetti ‏    | إيطاليا         | فريق إيطاليا لركوب الدراجات للسيدات 2022 ‏ | + 17 ث         |  |
| 4              | Femke Gerritse ‏      | هولندا          | باركهوتل فالكنبورغ ‏                       | + 17 ث         |  |
| 5              | هانا لودفيغ          | ألمانيا         | فريق أونو إكس برو للدراجات للسيدات ‏       | + 17 ث         |  |
| 6              | India Grangier ‏      | فرنسا           | شارينت ماريتايم سيلينج للسيدات ‏           | + 17 ث         |  |
| 7              | Eleonora Gasparrini ‏ | إيطاليا         | فالكار سيلانس ‏                            | + 17 ث         |  |
| 8              | Anna Shackley ‏       | المملكة المتحدة | إس دي وركس ‏                               | + 21 ث         |  |
| 9              | Maud Oudeman ‏        | هولندا          | كانيون–إس آر إيه إم ‏                      | + 21 ث         |  |
| 10             | Blanka Vas ‏          | المجر           | إس دي وركس ‏                               | + 21 ث         |  |